# Збеги (округ Нітра)
Збеги (словац. Zbehy) — село, громада округу Нітра, Нітранський край. Кадастрова площа громади — 19.56 км². Протікає потік Андач.
Населення 2249 осіб (станом на 31 грудня 2018 року).

## Історія
Збеги згадуються 1156 року.

## Населення
| Рік:            | 1994. | 2004.   | 2014.   | 2024.   |
| --------------- | ----- | ------- | ------- | ------- |
| Кількість осіб: | 2044  | 2171    | 2261    | 2276    |
| Різниця:        |       | +6,21 % | +4,14 % | +0,66 % |

| Рік:            | 2023. | 2024.   |
| --------------- | ----- | ------- |
| Кількість осіб: | 2238  | 2276    |
| Різниця:        |       | +1,69 % |